# José Antonio Caro Álvarez
José Antonio Caro Álvarez (Santo Domingo, 7 de junio de 1910-Santo Domingo, 11 de enero de 1978) fue un arquitecto e historiador dominicano. 

## Biografía
Estudió en la École spéciale d'architecture de la Universidad de París en 1934. Fue rector de la Universidad de Santo Domingo en 1961 y de la Universidad Pedro Henríquez Ureña en 1966. Contribuyó con su trabajo a definir la modernidad contemporánea de la arquitectura dominicana. Incursiona en historia y restauración. Publicó en 1973 un opúsculo sobre las murallas de Santo Domingo, basado en investigaciones realizadas en Madrid por el fallecido historiador Pedro Santiago Canario. 
Entre sus obras arquitectónicas más notables están el Museo del Hombre Dominicano (construido en 1973-1978), del que fue su primer director, la Biblioteca Nacional y el Estadio Olímpico Félix Sánchez, surgidas de la oficina creada por él y sus hijos. Publicó 8 libros y numerosos ensayos. El Grupo NuevArquitectura Inc. GNA, le dedicó, en 1988, la Segunda Bienal de Arquitectura de Santo Domingo. 